# Polystichum californicum
Polystichum californicum är en träjonväxtart som först beskrevs av D. C. Eat., och fick sitt nu gällande namn av Friedrich Ludwig Diels. Polystichum californicum ingår i släktet Polystichum och familjen Dryopteridaceae. Inga underarter finns listade.